# دالي فولتون
دالي فولتون (بالإنجليزية: Dale Fulton)‏ (11 سبتمبر 1992 في المملكة المتحدة - ) هو لاعب كرة قدم بريطاني في مركز الوسط. لعب مع نادي فالكيرك ونادي كلايد ونادي ستيرلينغ ألبيون.

## وصلات خارجية
- دالي فولتون على موقع قاعدة بيانات كرة القدم.إي يو (الإنجليزية)
- دالي فولتون على موقع Soccerbase.com (لاعب) (الإنجليزية)
- دالي فولتون على موقع Soccerway.com (الإنجليزية)